# 巴列卡斯镇区
巴列卡斯镇（西班牙語：Villa de Vallecas）是西班牙首都馬德里的21個區之一。巴耶卡斯镇區下分為兩個分区。
 维基共享资源上的相關多媒體資源：巴列卡斯镇区
40°22′47″N 3°37′17″W / 40.379597°N 3.621347°W